# Pål (Felsen)
Der Pål (norwegisch für Paul) ist ein Felsvorsprung im ostantarktischen Königin-Maud-Land. In den Arktitscheski-Institut-Felsen ragt er zwischen dem Per und dem Oskeladden am nordwestlich Ausläufer des Wohlthatmassivs auf.
Entdeckt und erstmals aus der Luft fotografiert wurde der Felsen bei der Deutschen Antarktischen Expedition 1938/39 unter der Leitung des Polarforschers Alfred Ritscher. Norwegische Kartographen, die ihn auch benannten, kartierten ihn anhand von Luftaufnahmen und Vermessungen der Dritten Norwegischen Antarktisexpedition (1956–1960). Namensgeber ist Pål, ein Bruder der fiktiven Gestalt Oskeladden in vielen norwegischen Sagen und Märchen.